# Pseudobunocephalus
Pseudobunocephalus es un género de peces de agua dulce de la familia Aspredinidae en el orden Siluriformes. Sus 6 especies habitan en aguas cálidas de América del Sur. Las mayores especies alcanzan una longitud total que ronda los 8 cm.

## Taxonomía
Las especies que integran Pseudobunocephalus eran anteriormente clasificadas en el género Bunocephalus, pero un nuevo estudio encontró que los primeros no tenían relación con la especie tipo de ese género,  Bunocephalus verrucosus, ni con los otros géneros. Por lo tanto, un nuevo género fue descrito en el año 2008.

## Distribución
Este género se encuentra en ríos de agua tropicales y subtropicales de América del Sur, en las cuencas del Orinoco, del Amazonas, y del Plata, llegando por el sur hasta el Paraguay y el norte de la Argentina.

### Especies
Este género se subdivide en 6 especies:
- Pseudobunocephalus amazonicus (Mees, 1989)
- Pseudobunocephalus bifidus (C. H. Eigenmann, 1942)
- Pseudobunocephalus iheringii (Boulenger, 1891)
- Pseudobunocephalus lundbergi Friel, 2008
- Pseudobunocephalus quadriradiatus (Mees, 1989)
- Pseudobunocephalus rugosus (C. H. Eigenmann & C. H. Kennedy, 1903)